# Enrica Bonaccorti
 (octobre 2018).
Si vous disposez d'ouvrages ou d'articles de référence ou si vous connaissez des sites web de qualité traitant du thème abordé ici, merci de compléter l'article en donnant les références utiles à sa vérifiabilité et en les liant à la section « Notes et références ».
Enrica Maria Silvia Adele Bonaccorti (Savone, 18 novembre 1949), est présentatrice de télévision, animatrice de radio, parolière et actrice italienne.

## Biographie
Elle a fait ses débuts au début des années 1970 en tant qu'actrice de théâtre et de cinéma, en collaborant avec la compagnie de Paola Quattrini et Domenico Modugno, pour qui elle a écrit plusieurs pièces, dont La lontananza. Animatrice de radio, elle a fait ses débuts à la télévision RAI en 1978 avec Il sesso forte, puis a connu le succès dans les années quatre-vingt avec Italia sera et Pronto, qui joue?, Dirigé par Gianni Boncompagni, des émissions qui lui ont permis de gagner trois Telegatti et un Oscar TV.
Elle était l'auteur de certaines chansons célèbres : La lontananza et Amara terra mia, les célèbres succès de Domenico Modugno, Nostra dea (la première chanson qu'elle a signée) chantée par Rossella Falk, Rimmel & Cipria delle Sisters Bandiera.

## Filmographie non exhaustive
- 1972 : Beati i ricchi de Salvatore Samperi : Adele, femme de chambre
- 1973 : Ce cochon de Paolo (Paolo il caldo) de Marco Vicario : Mariella